# نشریه خسک
نشریهٔ خسک (ارمنی: Խոսք به معنای سخن) فصلنامه ادبی است به زبان ارمنی که از سال ۱۹۱۳ تا ۱۹۱۴ میلادی و در تبریز منتشر می‌شد. دو شماره از این فصلنامه به طبع رسید. در ۴۰ صفحه به قطع ۲۱*۱۴ سانتیمتر در چاپخانه خلیفه‌گری ارامنه آذربایجان به چاپ می‌رسید.